# Universidad Carnegie Mellon de Catar
La Universidad Carnegie Mellon de Catar (en árabe:  جامعة كارنيجي ميلون في قطر) es uno de los campus subsedes de la Universidad Carnegie Mellon, ubicada en Doha, la capital del país asiático de Catar. Es el primer campus de Carnegie Mellon de pregrado, es miembro de la Fundación Catar, y comenzó a graduar estudiantes desde mayo de 2008.
Carnegie Mellon Catar cuenta actualmente con unos 300 estudiantes, 60 profesores e investigadores postdoctorales, y 90 empleados.